# Rhyacophila laevis
Rhyacophila laevis är en nattsländeart som beskrevs av Francois Jules Pictet de la Rive 1834. Rhyacophila laevis ingår i släktet Rhyacophila och familjen rovnattsländor. Utöver nominatformen finns också underarten R. l. slovenica.